# Zandhuizen (Friesland)
Zandhuizen (Stellingwerfs: Zaandhuzen, Fries: Sânhuzen) is een esdorp in de gemeente Weststellingwerf, in de Nederlandse provincie Friesland. In 2023 had het dorp 340 inwoners.
Het is gelegen ten noordoosten Noordwolde. Onder die plaats viel het ook, totdat het in 1989 als een officiële woonkern werd erkend.
Zandhuizen is waarschijnlijk tussen 1000 en 1100 ontstaan als uithof van een klooster uit Rinsumageest nabij Dokkum. 
Onder het dorp valt ook de buurtschap Rode Dorp, dat ten zuidwesten van het dorp is gelegen en waar in 1920 22 huurwoningen met een groot stuk land werden gebouwd.
Halverwege de jaren 50 was voor 7,3% van de schoolgaande kinderen het Fries de omgangstaal op de basisschool in Zandhuizen. 91,5% gaf aan het Stellingwerfs als omgangstaal te hebben en 11% het Nederlands, inclusief het Klonisch, afkomstig uit de koloniën van de Maatschappij van Weldadigheid.

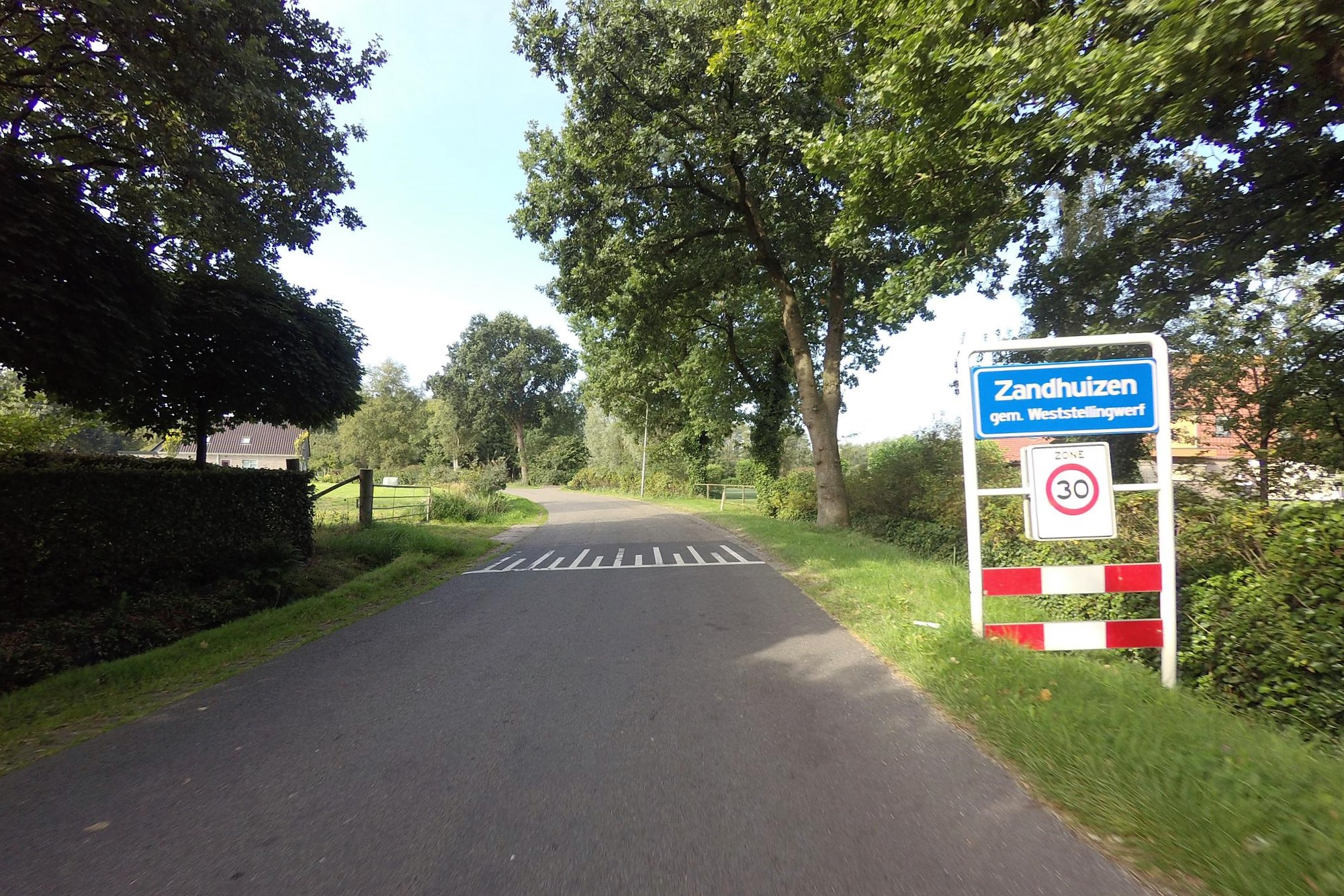

## Bekende inwoners
Zandhuizen is de woonplaats van oud-staatssecretaris Geke Faber en haar man Hero Werkman, eveneens oud-politicus.